# زوتی زد۱۰۰
زوتی زد ۱۰۰ یک خودروی هاچ بک شهری تولید شده توسط زوتی اتو است. این مدل به عنوان خودروی بنزینی و الکتریکی در دسترس است. زوتی زد ۱۰۰ در سال ۲۰۱۷ متوقف شد، در حالی که نسخه الکتریکی آن در سال ۲۰۱۷ با نام زوتی ۱۰۰ ابر مجدداً عرضه شد.

## بررسی اجمالی
در ابتدا به عنوان مدل جدید چانگان تی تی در قالب نمونه اولیه عرضه شد، نسخه تولیدی به زوتی زد ۱۰۰ تغییر نام داد تا در خط تولید تازه شده زوتی قرار گیرد.
زوتی زد ۱۰۰ در نمایشگاه خودرو شانگهای ۲۰۱۲ معرفی شد، و از سپتامبر ۲۰۱۳ در بازار چین عرضه شد و جایگزین چانگان تی تی شد که بر اساس سوزوکی آلتو سی ای ۷۱ فروخته شده از سال ۱۹۸۸ تا ۳۰۱۳ در چین ساخته شد.

### پیشرانه
تنها انتخاب موتور برای زوتی زد ۱۰۰ یک موتور ۱٫۰ لیتری ۳ سیلندر با قدرت ۵۶ اسب بخار است که به عنوان تی ان ان ۳ جی ۱۰ کی (TNN3G10K)شناخته می‌شود. گزینه‌های گیربکس گیربکس ۵ سرعته دستی یا گیربکس ۴ سرعته اتوماتیک است.

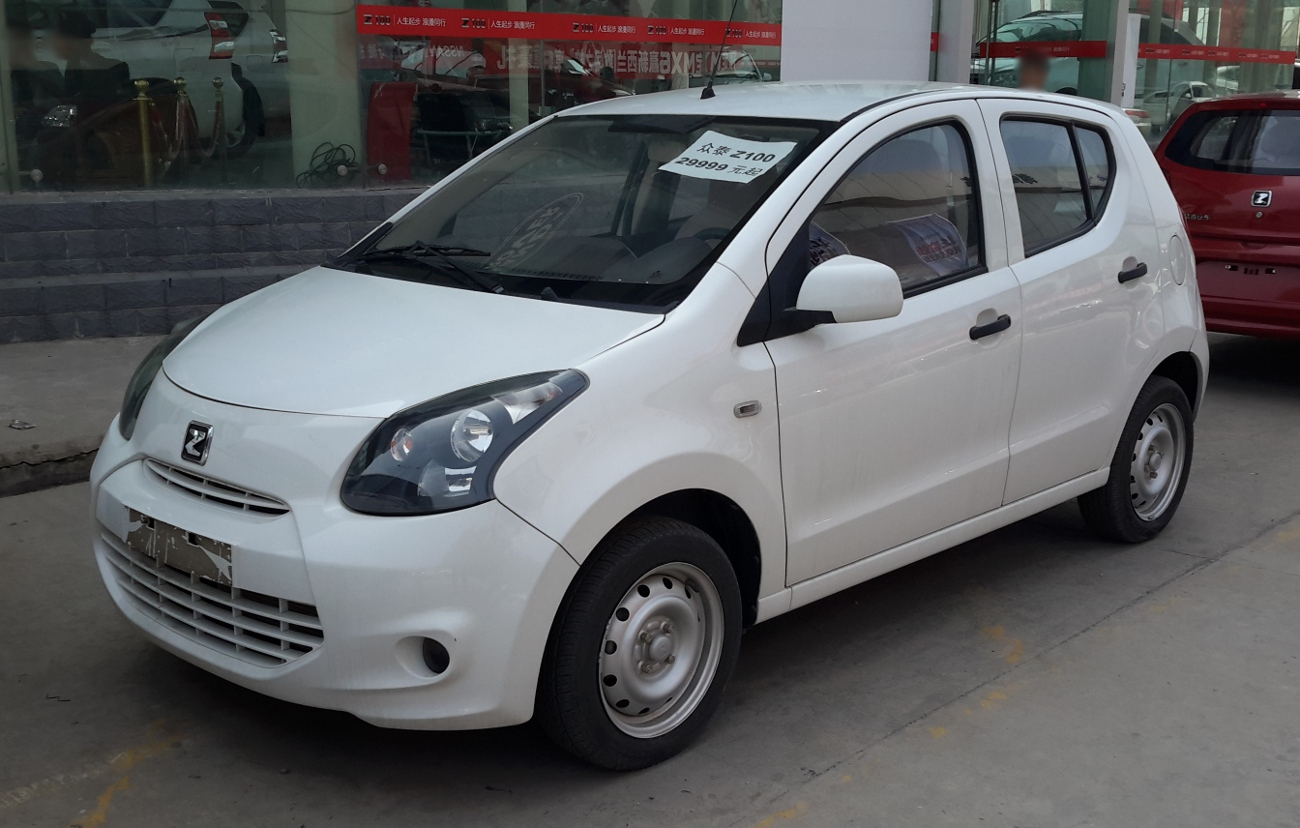
زوتی زد ۱۰۰ از جلو
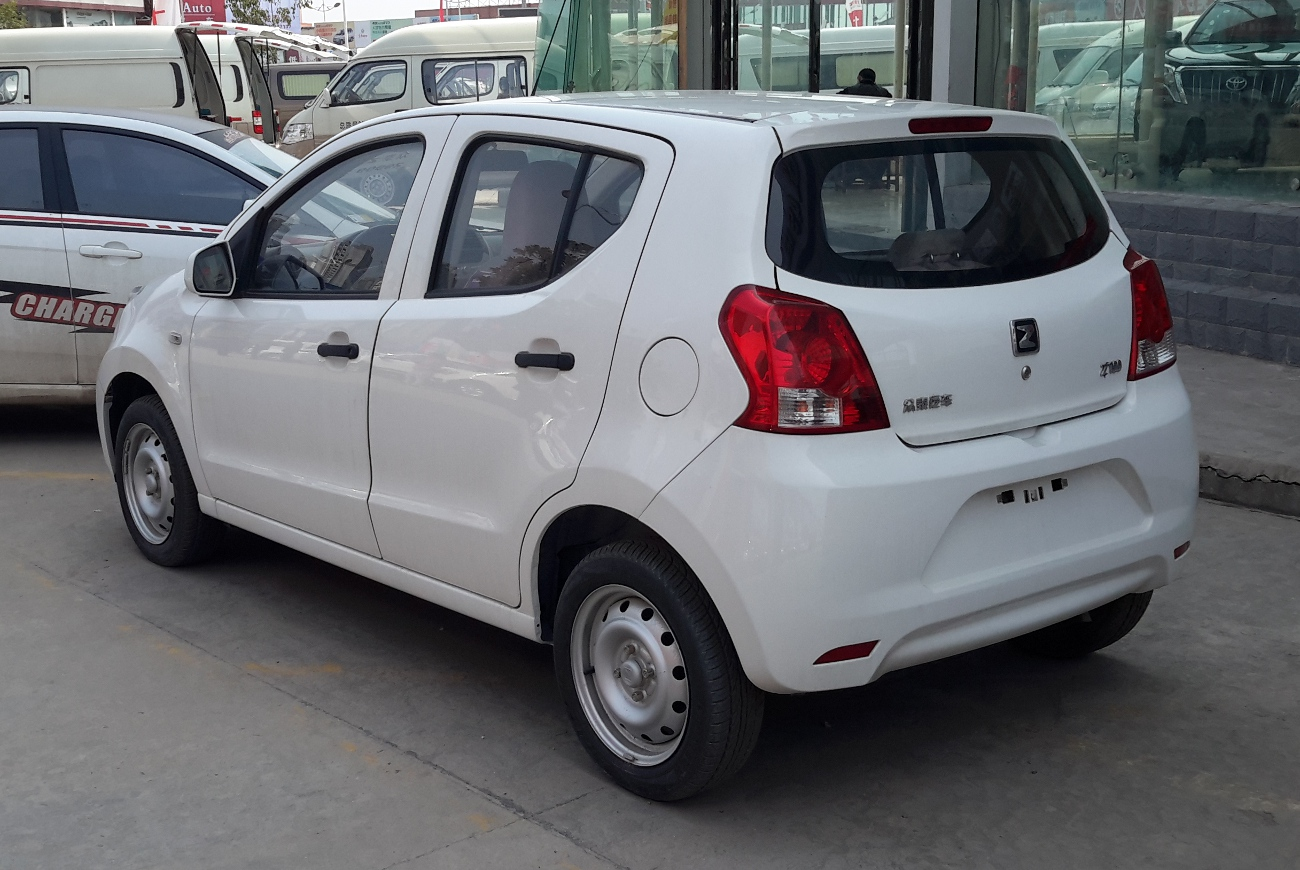
زوتی زد ۱۰۰ از عقب

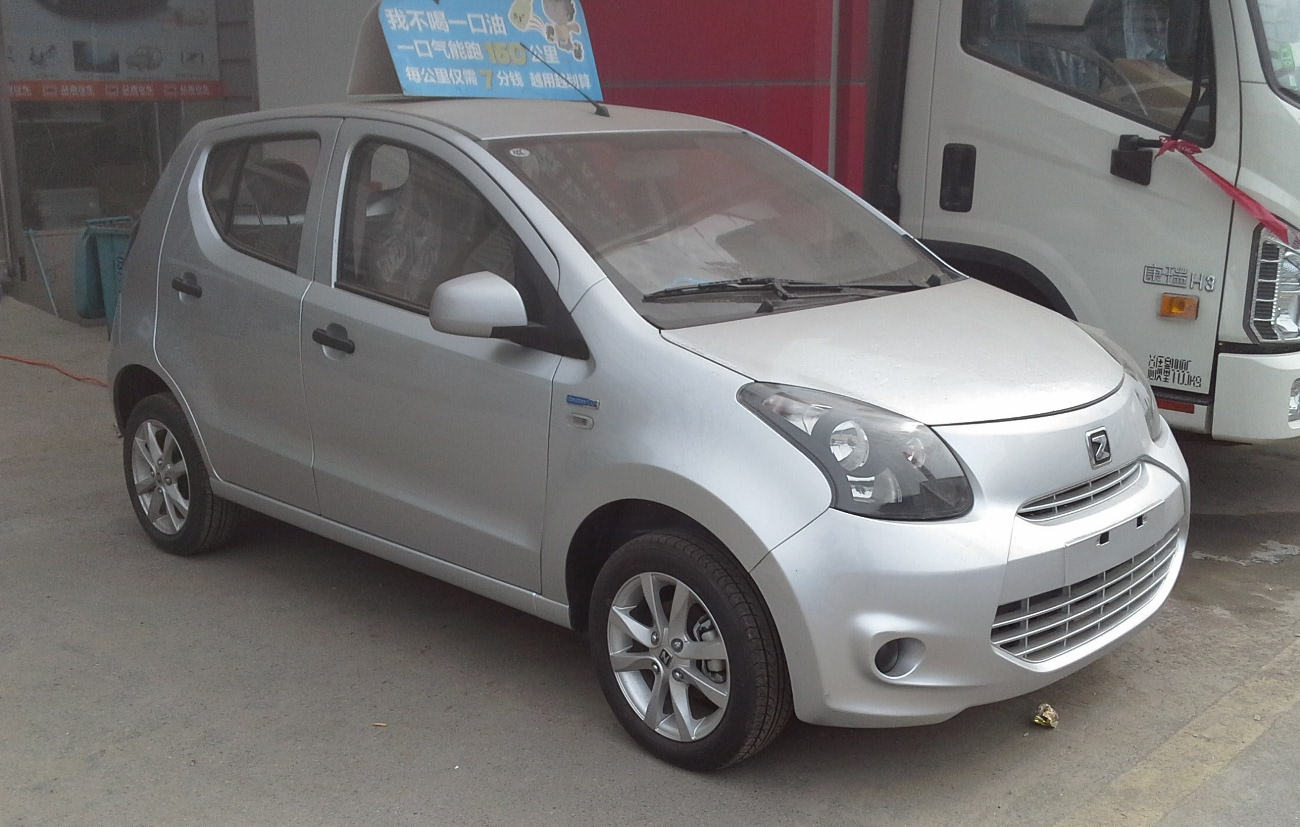
زوتی زد ۱۰۰ الکتریکی از جلو
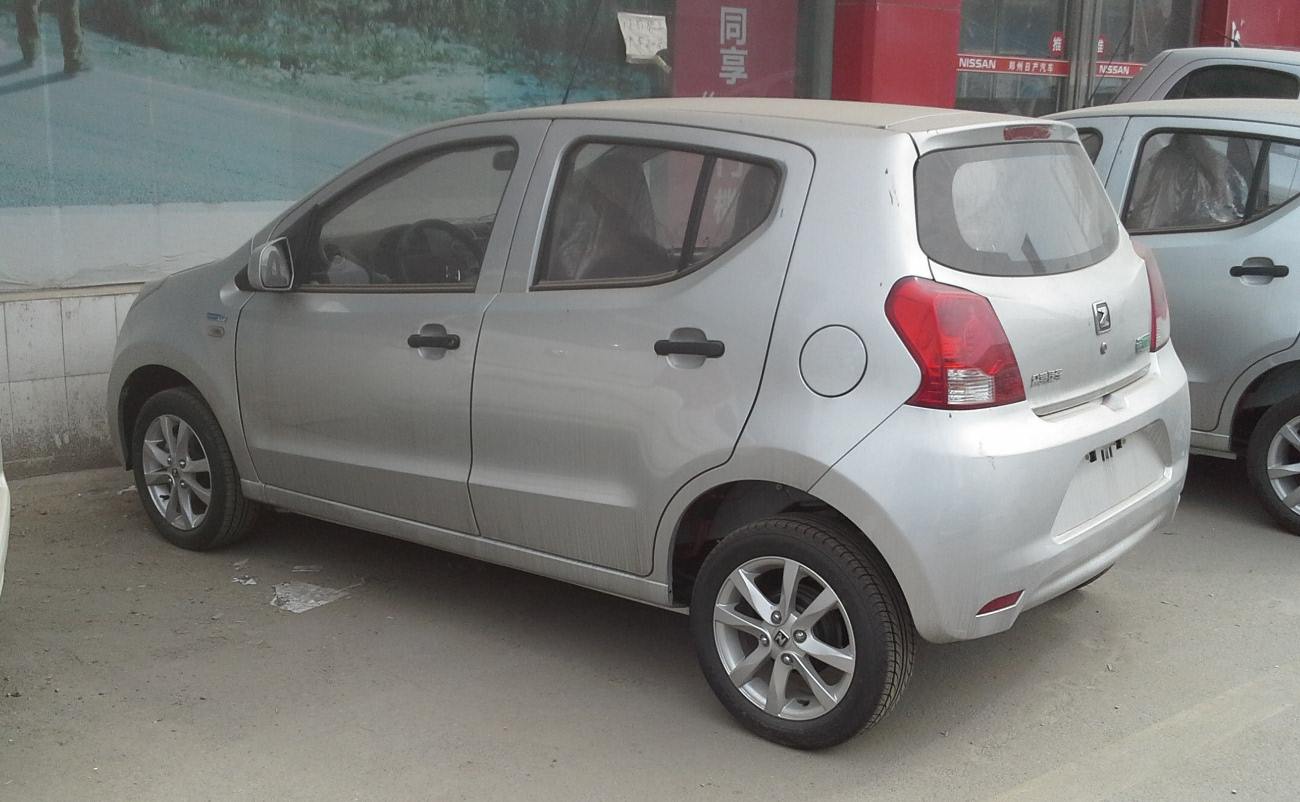
زوتی زد ۱۰۰ الکتریکی از عقب

## زوتی ۱۰۰ ابر (الکتریکی)
زوتی ۱۰۰ ابر جانشین زوتی ۱۰۰ زد الکتریکی است و اولین بار در سال ۲۰۱۷ معرفی شد و نسخه‌های به روز آن در سال ۲۰۱۸ عرضه شد. این شرکت در ژانویه ۲۰۱۵ شروع به دریافت سفارشات برای این خودرو کرد. نسخه اصلی دارای ۵ در، ۵ صندلی، دیفرانسیل جلو و باتری صص کیلووات ساعتی بود که مسافت ۱۲۵ مایلی، حداکثر سرعت ۶۴ مایل در ساعت و ۳۶ اسب بخار قدرت را ارائه می‌کرد.
مدل سال ۲۰۱۸ در ۲ نسخه اضافی ارائه می‌شود که عمدتاً مدل‌های تریم راحتی را تغییر می‌دهد: برد کوتاه و برد طولانی. مدل برد کوتاه برد ۱۹۴ مایل و ۶۰ اسب بخار قدرت داشت، در حالی که برد بلند همان قدرت را تولید می‌کند، اما با کابین پریمیوم تر. هر دو نسخه ۸ ساعت طول می‌کشد تا شارژ شوند، ابعاد ۳۶۲۷ میلی‌متر / ۱۶۲۰ میلی‌متر / ۱۴۷۶ میلی‌متر، فاصله بین دو محور ۲۳۶۰ میلی‌متر، وزن محدود ۱۰۴۰ کیلوگرم، و هزینه ۷۲۸۰۰ ین در چین.
از سال ۲۰۱۹ تاکنون، فروش در چین کاهش یافته‌است و در تلاش برای راه اندازی مجدد فروش، زوتی ۱۰۰ ابر در سال ۲۰۲۱ به پاکستان صادر شد. رقیب اصلی آن در آنجا ام جی زد اس است. همچنین قرار است به روسیه آورده شود.

زوتی زد ۱۰۰ پس از مدت کوتاهی تولید متوقف شد، اما نسخه‌های الکتریکی از جمله روتی ۱۰۰ ابر پلاس و زوتی ۱۰۰ ابر اس همچنان به فروش می‌رسند.

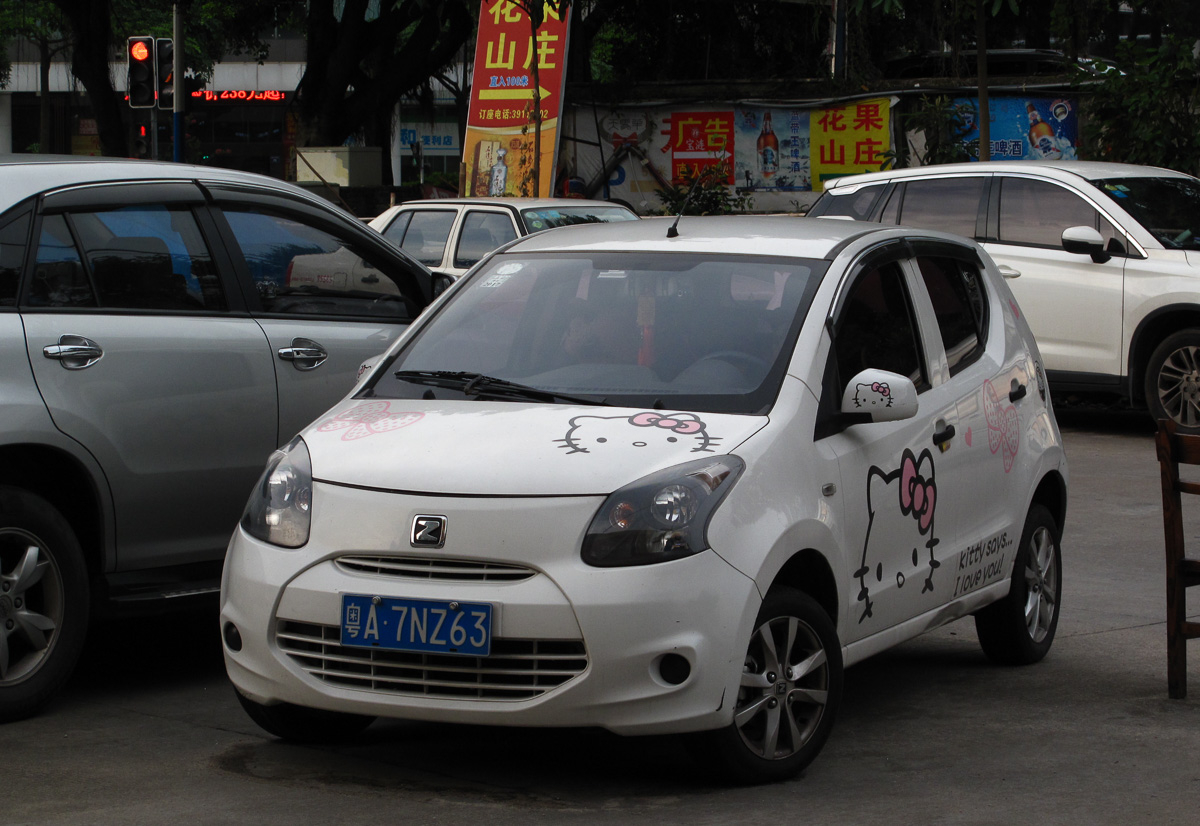
زوتی ۱۰۰ ابر از جلو
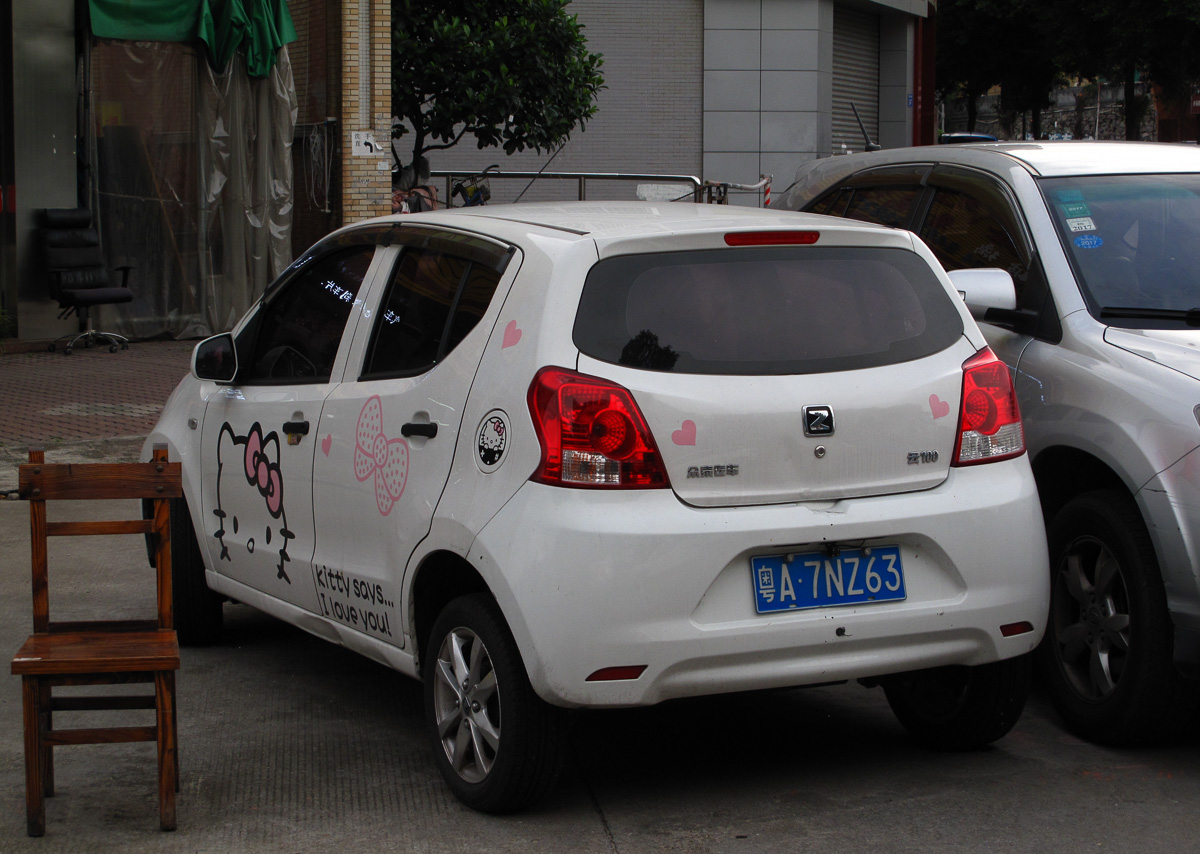
زوتی ۱۰۰ ابر از عقب

## بحث‌های طراحی
علیرغم اینکه ظاهر زوتی زد ۱۰۰ بسیار شبیه سوزوکی آلتو است و مدل قبلی، یعنی جیانگ نان تی تی، نسخه جدید سوزوکی آلتو است، زوتی زد ۱۰۰ هیچ ربطی به سوزوکی ندارد، بلکه خودرویی است که به شدت از استایل الهام گرفته شده‌است.

## فروش (چین)
| سال  | فروش   |
| ---- | ------ |
| ۲۰۱۹ | ۱۰۷    |
| ۲۰۱۸ | ۶۱۰    |
| ۲۰۱۷ | ۱٫۰۴۵  |
| ۲۰۱۶ | ۱۶٫۲۴۱ |
| ۲۰۱۵ | ۱۵٫۴۶۷ |